# Painho-de-cauda-quadrada

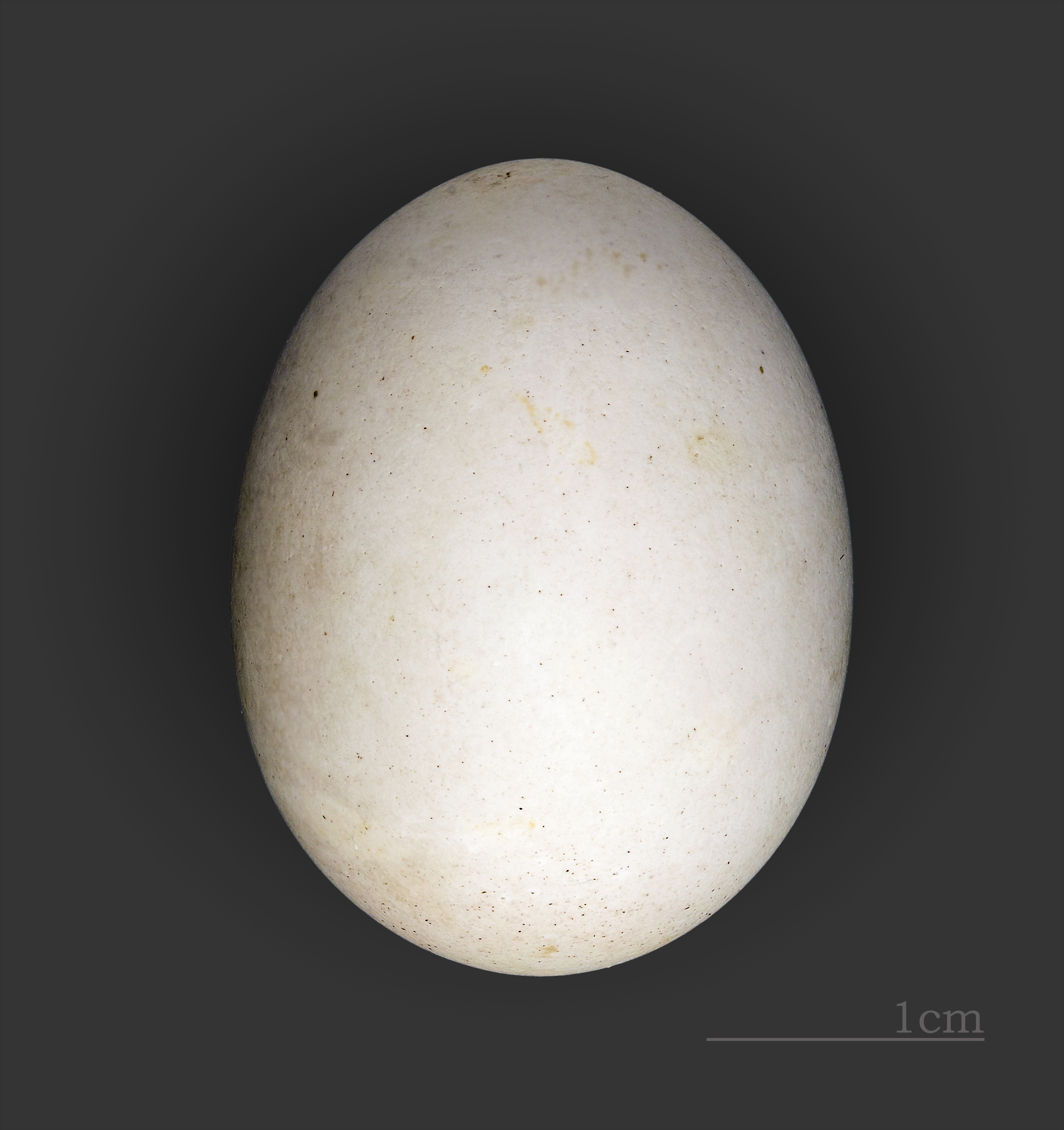
Painho-de-cauda-quadrada Hydrobates pelagicus

O painho-de-cauda-quadrada , também dá pelos nomes comuns de alma-de-mestre, calca-mares, paim, painho, carrachinha  e chasquilho (nome científico: Hydrobates pelagicus) é uma ave da família Hydrobatidae. É um pouco menor que os outros painhos, distinguindo-se pelo voo mais rápido. O seu pequeno tamanho e a plumagem preta com o uropígio branco podem fazer lembrar uma andorinha-dos-beirais.
Tal como os restantes membros da sua família, é uma ave de hábitos marinhos, que passa a maior parte da sua vida no mar e apenas vem a terra para nidificar. Contudo, nas zonas de reprodução é uma ave de hábitos nocturnos, evitando assim a predação por parte de gaivotas e moleiros.
Esta espécie nidifica em ilhas pouco acessíveis no Atlântico Norte e também no Mediterrâneo ocidental (ilhas Baleares). Os maiores núcleos populacionais situam-se na Irlanda, na Escócia e nas Ilhas Faroé, sendo neste último arquipélago que se situa a maior colónia do mundo (na ilha de Nólsoy).

## Descrição
O painho-de-cauda-quadrada é uma ave pequena, de 14 a 18 cm de comprimento e com envergadura de 36 a 39 cm. Ele pesa 20–38 gr., com uma média de 28 gr. Tem a cauda quadrada e possui plumagem totalmente preta, exceto por uma garupa branca como a neve que se estende para os lados da base da cauda e uma larga faixa branca nas asas inferiores. Os juvenis em plumagem fresca também podem mostrar uma barra branca estreita na asa superior. A plumagem fica marrom escura em vez de preta à medida que se desgasta. Não são observadas diferenças óbvias entre os sexos, embora na subespécie mediterrânea, pelo menos, a maioria das aves capturadas possa ser sexada usando uma fórmula que envolve a multiplicação do comprimento da asa pelo comprimento da faixa branca; as fêmeas são ligeiramente maiores e têm uma garupa branca mais longa que os machos. A subespécie mediterrânea possui asas mais longas e um bico mais pesado, em média, do que a forma indicada, mas nem o sexo nem a subespécie podem ser determinadas pela observação no mar.

## Comportamento

### Reprodução
O painho-de-cauda-quadrada fica sexualmente maduro entre 4 e 5 anos, com as subespécies do Mediterrâneo tipicamente se reproduzindo um ano antes dos "primos" do Atlântico. A reprodução acontece em colônias e normalmente começa no final de maio ou junho. Os casais têm um voo noturno repetido no qual o macho persegue a fêmea, sendo a perseguição acompanhada por chamadas em voo. Algumas aves quase adultas podem emparelhar-se e ocupar um buraco ao mesmo tempo, antes da reprodução no ano seguinte.
Painhos-de-cauda-quadrada normalmente se aninham em fendas entre ou embaixo de rochas ou se enterram no solo. Quando fazem seus próprios túneis, afrouxam a terra com o bico e expulsam os detritos com os pés. As aves costumam nidificar em paredes, sob prédios ou em tocas de coelhos. Às vezes, são usadas tocas desocupadas ou ocupadas de papagaios-do-mar atlânticos e bobo-pequeno, e o par de petréis pode compartilhar uma entrada comum com aves marinhas, coelhos ou outros pares de sua própria espécie. Onde outros ocupantes estão presentes, os petréis cavam uma toca lateral ou usam um túnel de teto baixo existente no qual as aves maiores ou coelhos não podem entrar facilmente. Mesmo assim, os papagaios-do-mar e os bobos às vezes acessam e destroem ninhos, e os petréis adultos podem ser mortos por seus vizinhos maiores. Os tubos de nidificação de plástico fabricados pelo homem são facilmente usados e podem fornecer proteção contra predadores. As aves geralmente acasalam por toda a vida e usam o mesmo buraco todos os anos.
O túnel do ninho tem 10 a 300 cm de comprimento e 5 a 8 cm de largura, com uma entrada um pouco mais estreita. A câmara do ninho é tipicamente sem forro, embora os casais possam trazer alguma grama, samambaia ou alga marinha. Embora o painho-de-cauda-quadrada geralmente não seja territorial ao procriar, o casal defende a câmara do ninho depois que os ovos são postos.
A ninhada é um único ovo, geralmente branco puro, às vezes com algumas manchas marrom avermelhadas que logo desaparecem. O tamanho médio do ovo é 28 mm × 21 mm e pesa 6,8 g, dos quais 6% são de casca. Se um ovo é perdido cedo o suficiente, uma substituição pode ser feita em raras ocasiões. Isso é muito incomum para tubenoses. Os ovos são incubados por ambos os pais por 38 a 50 dias, os períodos mais longos que surgem quando os ovos se esfriam devido à ausência de adultos. Um adulto normalmente passa três dias de cada vez no ovo enquanto seu parceiro se alimenta no mar. Os filhotes são altriciais e cobertos com penas cinza-prateadas e são alimentados por ambos os pais com o conteúdo oleoso do estômago regurgitado. Os adultos normalmente não ficam com o filhote após a primeira semana, visitando apenas para trazer comida. Após cerca de 50 dias, os filhotes são alimentados com menos frequência, às vezes com intervalos de vários dias, e os pais podem parar de visitar completamente pouco antes de o filhote deixar o ninho. Os filhotes reproduzem cerca de 56 a 86 dias após a eclosão e não recebem apoio dos pais depois de deixar o ninho.
As tubenoses têm garras de ovos menores e tempos de incubação e de incubação muito mais longos e mais variáveis do que as passeriformes com ovos de tamanho semelhante, assemelhando-se às mudanças nesses fatores de desenvolvimento. Tubenoses e andorinhões geralmente têm locais seguros para ninhos, mas suas fontes alimentares não são confiáveis, enquanto passeriformes são vulneráveis no ninho, mas os alimentos geralmente são abundantes. No caso particular do painho-de-cauda-quadrada, ele tem uma temperatura corporal talvez 3 ° C mais baixa do que outras aves pequenas, e isso também pode contribuir para a longa incubação.
A taxa de mortalidade anual do painho-de-cauda-quadrada adulto é de 12 a 13%, e a vida útil típica é de 11 anos. Os registros de longevidade estabelecidos a partir de recuperações de toque de aves incluem uma ave com 31 anos 11 meses e 9 dias, e outra com mais de 33 anos.

## Conservação
A população europeia do painho-de-cauda-quadrada foi estimada em 430 a 510 mil pares de reprodução ou 1.290.000 a 1.530.000 aves individuais e compõe 95% do número total mundial. A estimativa populacional inclui cerca de 11.000 a 16.000 pares reprodutores da subespécie do Mediterrâneo. É muito difícil determinar com precisão as populações da espécie. O principal método usado é ouvir as respostas aos cânticos de acasalamento à boca das tocas, mas as filmagens por infravermelho também podem ser uma opção.
Embora a população dessa espécie pareça estar diminuindo, a diminuição não é rápida ou grande o suficiente para desencadear critérios de vulnerabilidade à conservação. Dado o seu número elevado, este painho é, portanto, classificado pela União Internacional para a Conservação da Natureza como de menor preocupação. Este declínio poderá ser causado pelo aumento da predação por gaivotas, moleiros e mamíferos naturalizados. A erradicação de ratos protege as zonas de nidificação destas aves-marinhas e pode promover a recolonização de ilhas desratizadas. A predação dos ninhos dos calca-mares nas cavernas das Baleares por parte das gaivotas-de-patas-amarelas cinge-se a relativamente poucas indivíduos dessa espécie especializadas nesse tipo de caça. 
Quer isto dizer que os problemas supra elencados podem ser controlados, por meio de uma redução controlada da população de gaivotas-de-pata-amarela, bem como pelo fornecimento de ninhos de caixa de plástico.
Por se alimentar em pleno voo, o alma-de-mestre é menos afetado pela poluição petrolífera do que outras aves marinhas e pode valer-se do seu olfacto apurado para evitar os derrames, embora grandes derrames, nas imediações das zonas de nidificação acarretem sérios riscos.

## Taxonomia
O calca-mares pertence a uma das quatro principais famílias dos Procelariiformes, uma ordem de aves marinhas, que abarca os albatrozes, os Procelariideos e o petrel-mergulhador. 
Esta família pertence a um grupo reduzido de espécies que se julga ter divergido do resto dos Procelariideos; os indícios fósseis que estribam esta tese são, porém, parcos, havendo espécimes californianos que datam até ao período Miocénico tardio  (11,6 a 5,3 milhões de anos). Os hidrobatídeos são amiúde subdivididos em duas subfamílias, os Oceanitídeos, afectos ao Hemisfério Sul, e os Hidrobatídeos, afectos ao Hemisfério Norte; a análise das sequências de ADN de citocroma b sugerem, inclusive, que se possam tratar de famílias integrais. 
O calca-mar é o único membro do género dos hidrobatídeos, os restantes hidrobatídeos foram relegados para o género dos Oceanodroma. As relações no seio dos hidrobatídeos são intrincadas e ambíguas, pelo que todos os membros desta subfamília poderiam ser consubstanciados sob o escapulário de um género alargado de hidrobatídeos.
O calca-mar foi descrito cientificamente, pela primeira vez, por Carl Linnaeus na sua obra de 1758 «10th edition of Systema Naturae», sob a designação de Procellaria pelagica.
Recebeu o género de Hidrobata às mãos de Friedrich Boie in 1822.
O nome alma-de-mestre provém de tradição folclórica portuguesa, que associa o trinado melancólico destas aves às súplicas de mestres de bordo e capitães naufragados.
O nome calca-mar ou calca-mares é alusivo aos hábitos da ave, que percorre os mares. Em última análise, coliga-se com o mesmo significado literal do substantivo «hidrobatídeo; hidrobata», da designação cientifica. Hydrobates deriva do grego "hydro-", «água», e batēs «caminhante». Por sua vez, pelagicus do grego pelagikos "pelágico, quer dizer «que pertence ou é próprio do alto-mar».
Quanto a painho, trata-se de um diminutivo expressivo de paim, que por seu turno é uma palavra de origem onomatopaica, alusiva ao piar desta ave-marinha.   
O nome chasquilho vem por alusão ao nome de outra ave, o chasco (Saxicola torquatus).

## História e folclore
Na tradição oral portuguesa, desde a Idade Média, havia a crença de que os capitães dos navios, que se perdessem e morressem em alto-mar, sem enterro cristão, assumiam a forma destas aves, cujos pios melancólicos tocavam à sensibilidade dos marinheiros. Permanecendo as suas almas errantes nesta forma de ave marinha, enquanto o cadáver do capitão não desse à costa e fosse sepultado.